# Sub Coastă
Sub Coastă falu Romániában, Erdélyben, Kolozs megyében.

## Fekvése
Szamosszentmiklós közelében fekvő település.

## Története
Sub Coastă korábban Szamosszentmiklós része volt. 1956 körül vált külön településsé 131 lakossal.
1966-ban 97 lakosából 90 román, 7 magyar, 1977-ben 122 lakosából 107 román, 15 magyar, 1992-ben 69 lakosából 64 román, 4 magyar, 1 német volt. 2002-ben pedig 104 lakosából 98 román volt.